# Oskarström
Oskarström ist ein Ort (tätort) in der Gemeinde Halmstad der schwedischen Provinz Hallands län. Am Fluss Nissan und rund 15 km nordöstlich von Halmstad gelegen, ist Oskarström über 4000 Einwohnern die zweitgrößte Ortschaft der Gemeinde. Ihr Name geht zurück auf den Buchhalter Oscar Björkman aus Ulricehamn, der dort 1844 Land kaufte und ein Sägewerk errichten ließ. Die ursprüngliche Schreibweise des Ortsnamens war Oscarsström.
Der Ort hat einen Bahnhof an der Bahnstrecke Halmstad–Nässjö.

## Persönlichkeiten
- Caroline Andersson (* 2001), Radrennfahrerin